# Thiago Kosloski
Thiago Kosloski (Telêmaco Borba, Paraná, Brasil, 16 de mayo de 1981) es un exfutbolista y entrenador brasileño de fútbol. Actualmente está sin club.

## Trayectoria

### Carrera como jugador
Nacido en Telêmaco Borba, Paraná, Kosloski comenzó su carrera con el PSTC en 1998. Ganó el Campeonato Paranaense Série Bronze con Telêmaco Borba al año siguiente, y luego jugó para Operário Ferroviário, Londrina, Grêmio Barueri, Botafogo-SP, Rio Branco-PR y Grêmio Coariense antes de fichar por el equipo libanés Al Ahed en 2007.
De regreso a su país natal en 2008, Kosloski representó a Cianorte, Vilhena y Penapolense, retirándose con este último en 2009 a la edad de 29 años.

### Carrera como entrenador
Poco después de retirarse, Kosloski comenzó su carrera como entrenador al frente del equipo sub-17 de Olé Brasil. Al año siguiente, tras estar al mando del equipo sub-20, se convirtió en entrenador principal del equipo principal en el Campeonato Paulista Segunda Divisão de 2010 en julio.
En noviembre de 2011, Kosloski se trasladó a Kazajistán y fue nombrado entrenador del FC Astana-1964. Dejó el país el 5 de abril de 2012 al no tener una licencia, pero regresó a finales de mes para hacerse cargo del FC Bayterek.
De vuelta en Brasil, Kosloski trabajó como coordinador de juveniles en Botafogo-SP y también fue entrenador principal del Atlético Pernambucano en el Campeonato Pernambucano Série A2 de 2014, antes de hacerse cargo del equipo sub-20 de Botafogo en noviembre de 2015. En octubre de 2018, se trasladó a Australia y se convirtió en entrenador del SWQ Thunder.
El 10 de abril de 2020, Kosloski fue anunciado como asistente de Ramon Menezes en Vasco da Gama. Siguió a Ramon a CRB y Vitória, antes de convertirse en asistente de Felipe Conceição en Chapecoense.
Kosloski anunció su partida de Chape el 17 de febrero de 2022, y se trasladó a Coritiba poco después, como entrenador del equipo sub-20. En mayo, también fue nombrado asistente del equipo nacional sub-20 de Brasil, dirigido por Ramon.
En marzo de 2023, Kosloski formó parte del cuerpo técnico de Ramon en la selección nacional de Brasil durante un breve período. El 27 de junio de ese año, fue nombrado entrenador asistente permanente de Coxa, siendo también nombrado entrenador interino después del despido de Antônio Carlos Zago.
El 31 de julio de 2023, Coritiba anunció que Kosloski sería el entrenador principal del primer equipo, con un contrato hasta diciembre de 2024. Fue despedido el 27 de noviembre de 2023, después de la confirmación del descenso del equipo de la Serie A brasileña. Kosloski dirigió al Coxa en 23 partidos, logrando ocho victorias, un empate y catorce derrotas.